# Kunilingus
Kunilingus ili kunilinktus (lat. cunnus — vulva, vagina + lat. lingere — lizati) je oralna stimulacija spoljnog dela ženskog polnog organa radi postizanja orgazma. Kunilingus je vrsta oralnog seksa i jedan je od načina postizanja polnog uzbuđenja kod žena za vreme polnog odnosa. Iako postoji više načina izvođenja kunilingusa, osnova za njegovo izvođenje su usta i jezik, kojima se podražuju spoljni delovi ženskih genitalija, pre svega klitoris (dražica). Iako se kunilingus obično smatra jednim od načina polnog zadovoljavanja između dva ženska partnera, ovu tehniku često primenjuju i heteroseksualni partneri za vreme predigre.
Poznato je da su tehniku kunilingusa praktikovale sve naprednije civilizacije iz antičkog vremena, što se može videti na brojnim artefaktima. Naime, na umetničkim delima iz tog vremena (keramika, freske i dr.) mogu se videti likovni prikazi parova u ljubavnoj igri, između ostalog i prikazi kunilingusa, kao jednog od načina vođenja ljubavne predigre u drevnoj Indiji, Južnoj Americi, Kini, Grčkoj ili starom Rimu.

## Tehnika izvođenja
Sam čin kunilingusa izvodi se tako da se usnama i jezikom nadražuju spoljni delovi ženskih genitalija, pre svega klitoris. Klitoris je najosetljivija erogena zona kod žena i tokom kunilingusa se najviše pažnje posvećuje njegovom podraživanju bilo sisanjem, nežnim grickanjem, nežnim, ali i jačim kretanjima jezikom (lupkanjem, vibriranjem, glađenjem i sl.). Dodatno kod većine žena deluje stimulirajuće kada partner ili partnerka istovremeno prstima nadražuje celo vaginalno područje, spoljne i unutrašnje usne, prelaz iz stidnice u rodnicu i područje oko analnog otvora, npr. penetriranjem, izazivajući pritisak i vibrirajućim ili masirajućim pokretima. Često par tek s vremenom pronalazi fine metode, koje su tokom kunilingusa osobito ugodne ili nadražujuće za ženu, te se s upoznavanjem metoda i tehnika izvođenja, povećava i intenzitet doživljaja.
Žene koje su ekstremno gipke imaju mogućnost samokunilingusa, pri čemu žena svojim jezikom i usnama nadražuje vlastite genitalije (lat. autocunnilingus, od grč. αυτος; autós — sam).

## Kontroverznosti
U nekim društvima kunilingus se smatra nastranošću (perverzijom) i tabuom (zabranjenom temom). To su uglavnom ona društva u kojima i sam razgovor o polnim odnosima i problematikom seksa nije dopušten, ili izaziva nelagodu ili osudu javnosti.
O tome govori činjenica da se pre nekoliko decenija smatrao isključivo „uslugom“ koju su mogle pružiti prostitutke, no ne i dame, žene, devojke. S druge strane, jedan od razloga zbog kojih muškarci i žene ne pristaju na kunilingus je što ga smatraju nehigijenskim.